# Joseph Cali
Joseph Cali (New York, 30 marzo 1950) è un attore statunitense.
Joseph Cali ha fatto il suo debutto cinematografico a 27 anni interpretando Joey in La febbre del sabato sera (1977). Ha proseguito la sua carriera di caratterista, apparendo in piccoli ruoli in televisione e al cinema. Alla tv, è apparso in episodi di La signora in giallo, F.B.I. oggi, Renegade, Hunter, Alien Nation e molti altri. Ha intrapreso un'attività di home theater a Los Angeles, il Joseph Cali Systems Design Inc.

## Filmografia parziale

### Cinema
- La febbre del sabato sera (Saturday Night Fever), regia di John Badham (1977)
- Voices, regia di Robert Markowitz (1979)
- Competition (The Competition), regia di Joel Oliansky (1980)
- The Lonely Lady, regia di Peter Sasdy (1983)
- Suicide Kings, regia di Peter O'Fallon (1997)

### Televisione
- F.B.I. oggi (Today's F.B.I.) – serie TV, 17 episodi (1981-1982)
- La signora in giallo (Murder, She Wrote) – serie TV, episodi 1x20-6x22-11x08 (1985-1994)
- Santa Barbara – soap opera, 16 puntate (1989-1990)
- Renegade – serie TV, 2 episodi (1992-1993)

## Doppiatori italiani
Nelle versioni in italiano delle opere in cui ha recitato, Joseph Cali è stato doppiato da:
- Roberto Pedicini in La signora in giallo (ep. 1x20)
- Angelo Maggi in La signora in giallo (ep. 6x22)
- Enrico Di Troia in La signora in giallo (ep. 11x08)
- Massimo Lodolo in Renegade (ep. 2x06)
- Antonio Fattorini in La febbre del sabato sera
- Luigi Ferraro in La febbre del sabato sera (ridoppiaggio)